# Enpinanga assamensis
Enpinanga assamensis là một loài bướm đêm thuộc họ Sphingidae. Nó được tìm thấy ở Sri Lanka, Nepal, đông bắc Ấn Độ, Bangladesh, quần đảo quần đảo Andaman, quần đảo Nicobar, Thái Lan, miền nam Trung Quốc và miền bắc Việt Nam.
Sải cánh dài khoảng 55 mm. Adults are strongly sexually dimorphic.